# Гиббонс, Дэйв
Дейв Гиббонс (англ. Dave Gibbons, род. 14 апреля 1949 года) — британский художник комиксов, сценарист, иногда автор шрифтов и инкер. Наиболее известен благодаря сотрудничеству с Аланом Муром в графическом романе Хранители и в книге о Супермене For the Man Who Has Everything. Иллюстрировал антологию 2000 AD, в которую входит научно-фантастический стрип Rogue Trooper.

## Карьера
Свою карьеру в комикс-индустрии Гиббонс начал в 1973 году, работая над серией 2000 AD для британского издательства IPC. В 1980 году он переехал в США и получил работу в DC Comics, где первое время занимался иллюстрированием текущей серии о Зелёном Фонаре. Первой работой Гиббонса в издательстве стал выпуск Green Lantern #161 (февраль 1983), который он подготовил совместно со сценаристом Тоддом Кейном, а также почти одновременно с этим сюжет «Creeper», который вышел в выпусках Flash #318-319 . С выпуска С Green Lantern # 172 (январь 1984), Гиббонс начал работать с Леном Уэйном. После выпуска «Tales of the Green Lantern Corps» и последующего за ним #186 (март 1985), Гиббонс оставил работу над серией, вернувшись к ней позже только один раз, вместе с Аланом Муром в сюжете «Mogo Doesn’t Socialize» в выпуске Green Lantern # 188. В 1986—1896 годах, работы Гиббонса появились на обложке Who’s Who in the DC Universe для DC Comics и The Official Handbook of the Marvel Universe Deluxe Edition для Marvel Comics. В декабре 1986 года, он участвовал в написании Brickman #1 для издательства Harrier Comics, вместе с Кевином О’Нилом. С мая по август 1998 года он занимался иллюстрированием мини-серии The Phantom вместе с Джо Орладно и Питером Дэвидом, а также в маей 1988 году нарисовал выпуски Action Comics #600-601.
Наибольшую известность Гиббонсу принесло сотрудничество с Аланом Муром в работе на графическим романом из 12-ти частей Хранители, который до настоящего времени остается одним из самых продаваемых графических романов всех времен. Художественные работы Гиббонса в романе незначительно отличаются от общепринятого в то время стиля иллюстрирования. Работа принесла ему две Премии Джека Кирби вместе с Аланом Муром. Гораздо позже, в 2008 году, Гиббонс вернулся к работе над Хранителями — на этот раз для создания книги, рассказывающей о съёмках полнометражного фильма по мотивам романа, а также поучаствовал в создании самого фильма, в частности, в некоторых эскизах и дизайнах костюмов.
После Хранителей, в 1990-х, Гиббонс занимался в основном иллюстрированием отдельных выпусков для нескольких издательств. В то время из под его пера вышли такие серии как Give Me Liberty  вместе с Фрэнком Миллером для издательства Dark Horse Comics, кроссовер Batman Vs. Predator вместе с Адамом Кубертом в декабре 1991-феврале 1992, Martha Washington Goes to War вместе с Фрэнком Миллером в 1994 году и другие. В 2001 году вместе со Стэном Ли участвовал в создании Just Imagine… Stan Lee creating Green Lantern в рамках проекта Marvel/DC Just Imagine…, в котором Стэн Ли «пересоздает» некоторых известных персонажей DC. Он написал для DC шесть выпусков серии The Rann/Thanagar War, а в конце 2000-х годов представил новую альтернативную обложку для издательства IDW Publishing, которое занималось переизданием Doctor Who comics. кроме того, Гиббонс разработал новый логотип для издательства Oni Press, которое выпускает комиксы Скотт Пилигрим.

## Награды

### Победы
- Премия Кирби за «Лучшую новую серию» (1987, Хранители, совместно с Аланом Муром)[5]
- Премия Кирби как «Лучший писатель/художник (один или в команде)» (1987, Хранители, совместно с Аланом Муром)[5]

### Номинации
- Премия Кирби за «Лучший одиночный выпуск» (1986, Superman Annual #11 совместно с Аланом Муром)[6]
- Премия Кирби за «Лучший одиночный выпуск» (1987, Хранители, совместно с Аланом Муром)[5]
- Премия Кирби за «Лучший одиночный выпуск» (1987, Хранители, совместно с Аланом Муром)[5]

### Amalgam
- Super-Soldier, one-shot (1996)
- Super Soldier: Man of War, one-shot (1997)

### Dark Horse
- Give Me Liberty, мини-серия, #1-4 (1990)
- Martha Washington Goes to War, мини-серия, #1-5 (1994)
- Happy Birthday, Martha Washington", уан-шот (1995)
- Martha Washington Stranded in Space", уан-шот (1995)
- Martha Washington Saves the World, мини-серия, #1-3 (1997)
- Martha Washington Dies, уан-шот (2007)

### DC
- Green Lantern, vol. 1, #160, 162, 165—167, 173—176, 178—183, 185—186, 188 (1983-85)
- Green Lantern Corps, vol. 2, #1-6, 10-17 (сценарист); #4-6, 10 (художник) (2006-07)
- Green Lantern Corps: Recharge, мини-серия, #1-5 (сценарист, 2006)
- The Originals, one-shot (сценарист/художник, 2004)
- Rann-Thanagar War, мини-серия, #1-6 (сценарист, 2005)
- Superman ежегодние #11 (1985)
- Watchmen, ограниченная серия, #1-12 (1986-87)
- Wednesday Comics (Kamandi) #1-12 (сценарист, 2009)
- World’s Finest, мини-серия, #1-3 (сценарист, 1990)

### IPC
- 2000 AD (Harlem Heroes): #1-24;(Dan Dare): #28-60, 65-78, 85, 100.107, 109—126; (Ro-Busters): #86-87, 91, 98-101; (Judge Dred): #130 (1979); (ABC Warriors) #130-131; (Ro-Jaws' Robo-Tales): #157, 176, 181, 183—184, 196; (Rogue Trooper): #228-234, 239—240, 249—250; (Future Shocks): #265, 267, 269, 273, 310; (Tharg the Mighty) #500, 1280; (Rogue Trooper): #650-653, 667—671, 683—687 (1977—2002)
- 2000 AD Prog 2000 (Rogue Trooper) (1999)
- Star Lord (Ro-Busters): #3 (1978)

### Marvel
- Captain America, vol. 4, #17-20 (сценарист, 2003)
- Hulk, vol. 1, #1 (1979)

### Другие издательства
- Batman vs. Predator, уан-шот (сценарист, DC/Dark Horse, 1991)
- The Dome: Ground Zero (сценарист, Helix, 1998)
- Doctor Who Weekly #1-16, 19-43, 46-57, 60-69 (Panini)